# Sierra del Rincón

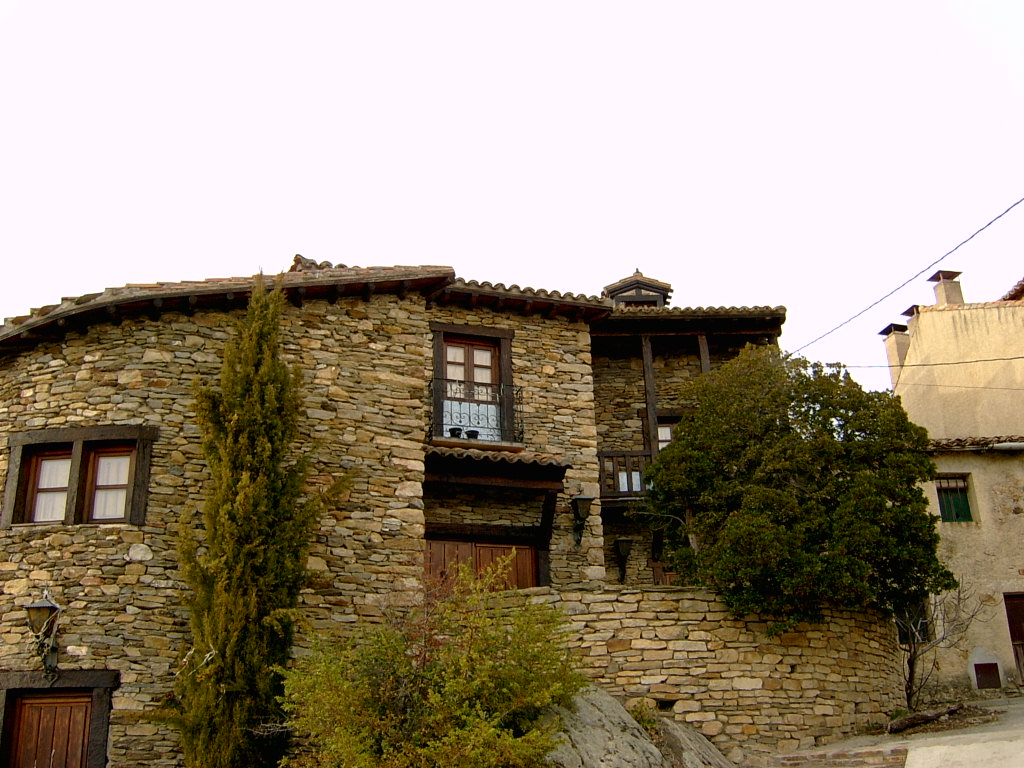
Architettura rurale tipica della Sierra Norte della Comunità di Madrid a Horcajuelo de la Sierra

La Sierra del Rincón è una comunità di comuni della Comunità di Madrid, in Spagna. Si trova nell'estremo nordorientale della regione, sul confine con la provincia di Guadalajara ed è formata dai comuni di La Hiruela, Horcajuelo de la Sierra, Montejo de la Sierra, Prádena del Rincón e Puebla de la Sierra.
La comunità si occupa dei servizi pubblici di base di competenza dei singoli comuni a cui risulta difficile, per le ridotte dimensioni, ottemperare singolarmente. Si occupa dei servizi di:
- illuminazione pubblica
- sanità
- cimiteri comunali
- istruzione, cultura, sport, gioventù, donne e servizi sociali
- sviluppo locale e gestione turistica
- servizi antincendio, protezione civile e obiezione di coscienza
- conservazione, sfruttamento e difesa dell'ambiente
- nettezza urbana
- trasporti

I comuni hanno una marcata tradizione nell'allevamento, attualmente con scarsa popolazione ma con una grande ricchezza basata sull'importanza delle risorse naturali e culturali.
All'interno della comunità distaccano le sorgenti del fiume Cocinillas e la faggeta di Montejo, dichiarata nel 1974 "Sito Naturale di Interesse Nazionale" e considerata uno dei luoghi più singolari della Comunità di Madrid.
Tutti i comuni che compongono la comunità presentano importanti esempi di architettura tradizionale, molti dei quali sono stati riabilitati e trasformati in alloggi per il turismo. Il turismo rurale si è convertito in una delle principali risorse economiche della zona che ha abbondanti infrastrutture turistiche.
L'UNESCO, per mezzo del Consiglio Internazionale di Coordinazione del MaB (Programma Uomo e Biosfera), ha riconosciuto il 30 giugno 2005 la Sierra del Rincón come Riserva della biosfera. Con questa la Comunità di Madrid conta con due Riserve della Biosfera.

## Parco scultoreo
La Sierra del Rincón ospita un parco scultoreo nel comune di Puebla de la Sierra con oltre un centinaio di opere all'aperto e un Museo del Disegno e del Lavoro Grafico con opere di Pablo Picasso, Eduardo Chillida, Miquel Barceló e altri.

## Galleria d'immagini

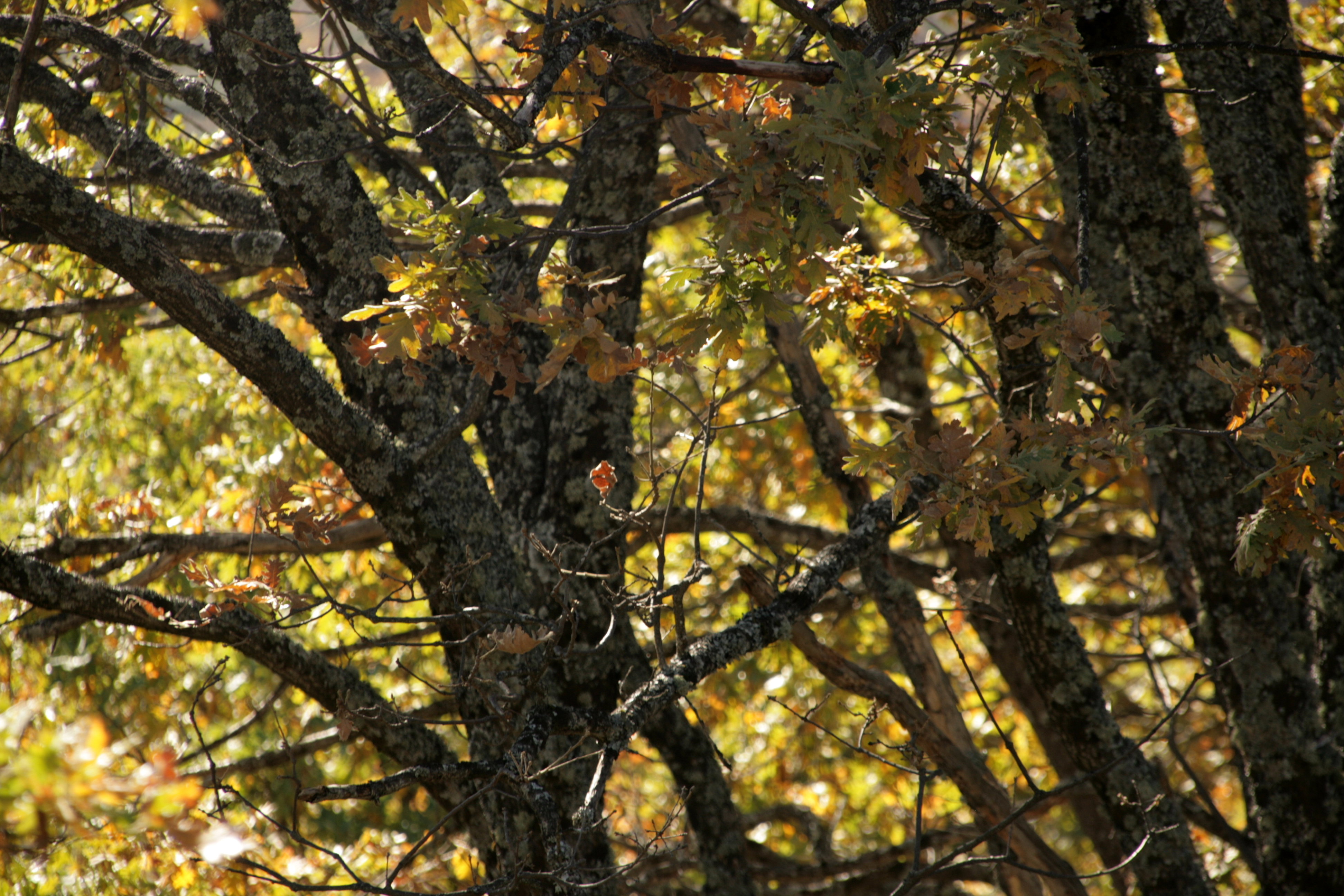
Alberi centenari
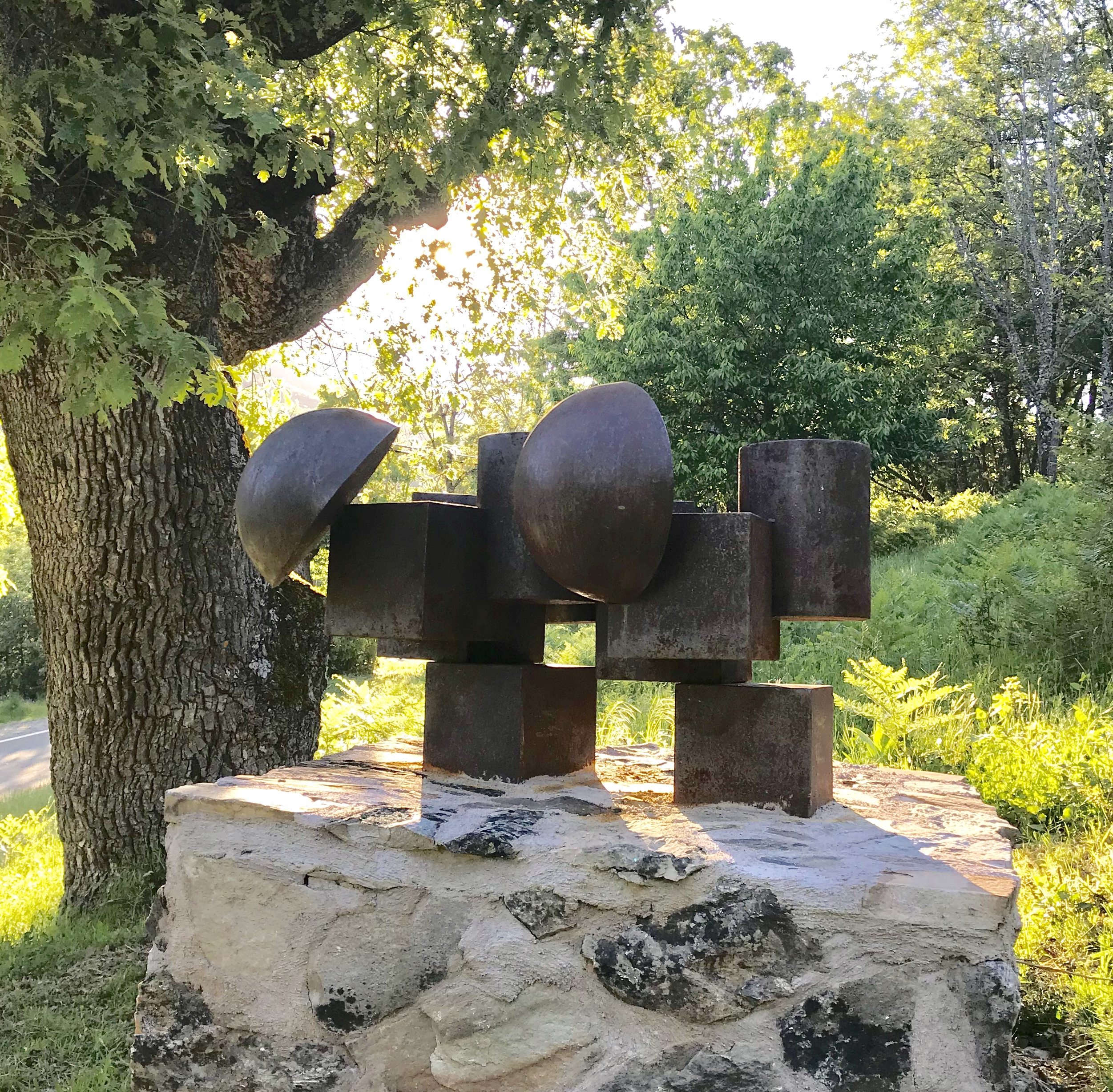
Scultura di Teddy Cobeña nel parco scultoreo
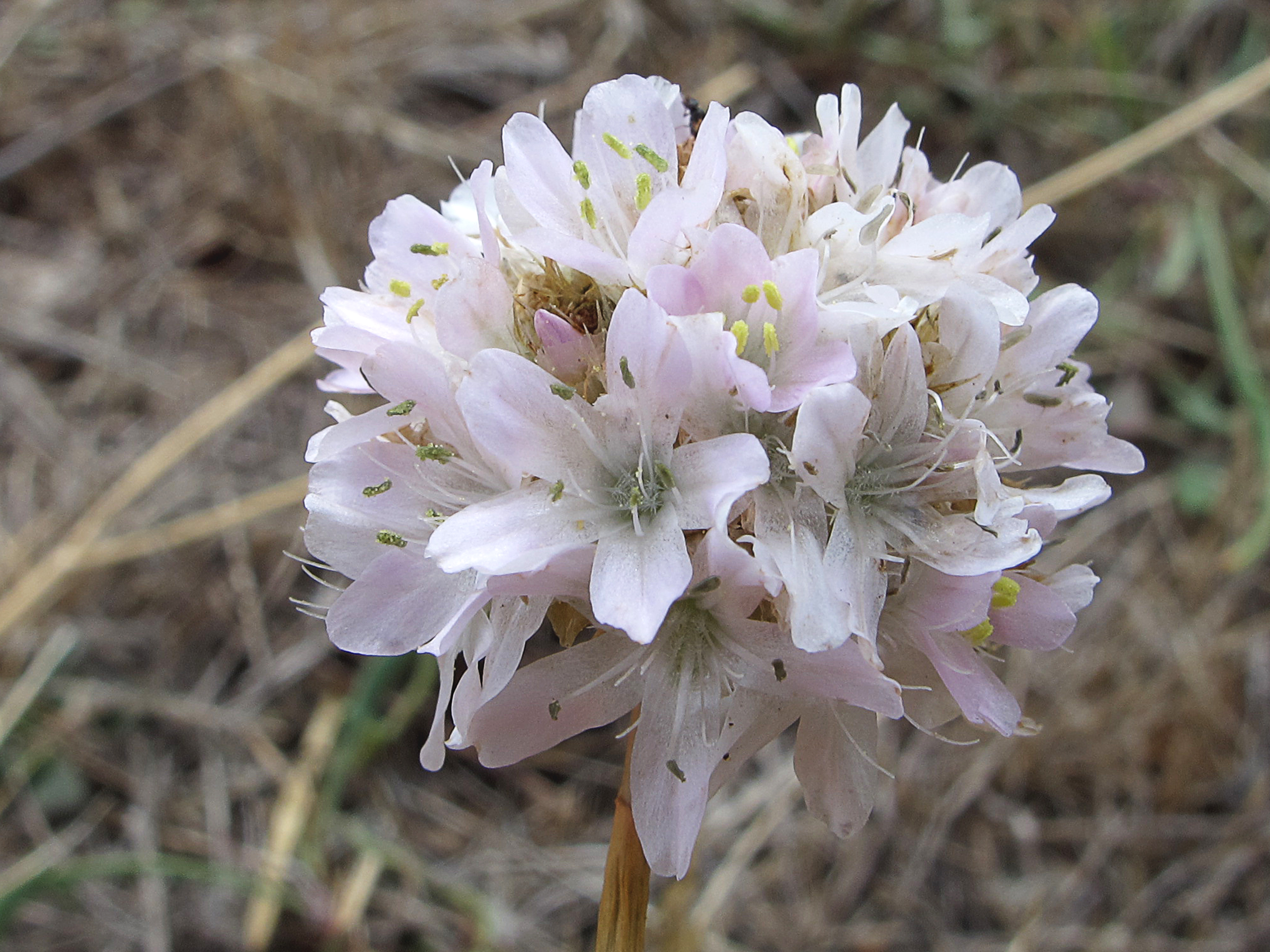
Fiore della biosfera